# Мариинский Рейд
Марии́нский Рейд — село в Ульчском районе Хабаровского края. Входит в состав Мариинского сельского поселения.

## Население
| 1992 | 2002 | 2010 | 2011 | 2012 | 2021 |
| ---- | ---- | ---- | ---- | ---- | ---- |
| 1400 | ↘936 | ↘608 | ↘604 | ↘575 | ↘336 |

## Транспорт

### Авиационный
В 1,5 километрах от села находится аэродром МВЛ с двумя ВПП: грунтовой длинной 1,6 км и бетонной 1000×80 м. Индекс: УХНМ / UHNM. Магнитное склонение: –12,0 °C. Часовой пояс: UTC+10.